# آلیسا فرایندلیش
آلیسا فرایندلیش (روسی: Али́са Бру́новна Фре́йндлих؛ زادهٔ ۸ دسامبر ۱۹۳۴) یک هنرپیشه و خواننده اهل اتحاد جماهیر سوسیالیستی شوروی است. وی از سال ۱۹۵۷ میلادی تاکنون مشغول فعالیت بوده‌است.
از فیلم‌ها یا برنامه‌های تلویزیونی که وی در آن نقش داشته است می‌توان به استاکر و ماجراهای اداره اشاره کرد.
وی همچنین برنده جوایزی همچون جایزه هنرمند مردمی اتحاد جماهیر شوروی شده است.